# Chinatown (San Francisco)

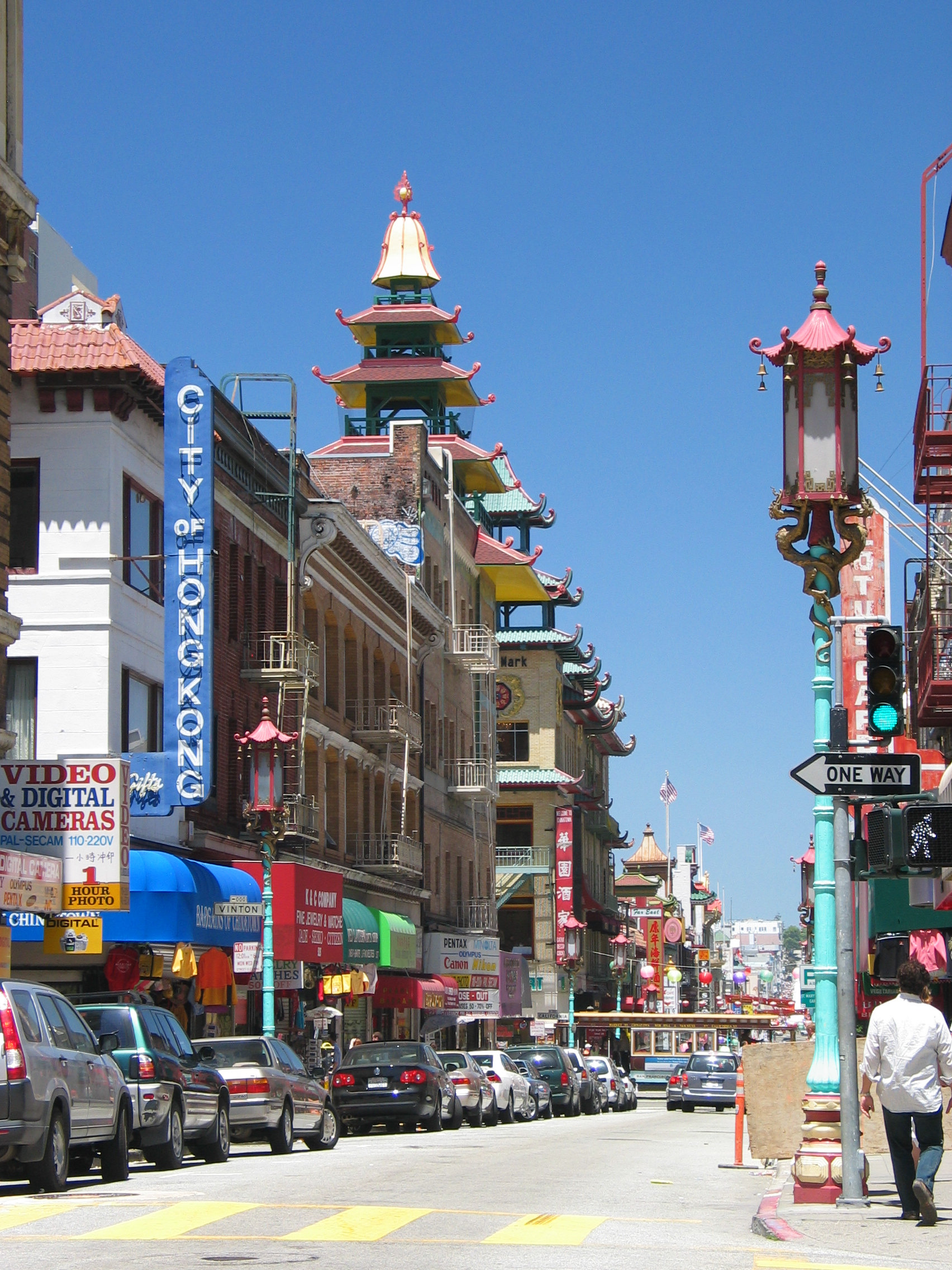
Chinatown di San Francisco

La Chinatown di San Francisco, in California, è la più grande comunità cinese al di fuori dell'Asia e anche la più antica degli Stati Uniti.

## Storia
Fondata nel 1840, è diventata particolarmente famosa nel mondo della letteratura cinese, cinema, musica e fotografia. È situata nel centro di San Francisco, delimitata da Taylor Street e dal quartiere di Nob Hill a ovest, e da Montgomery Street e il quartiere finanziario a est. A nord è delimitata da North Beach, Green Street e Columbus Street. Bush Street e Union Square ne rappresentano il confine meridionale. Due strade principali attraversano il quartiere: Grant Avenue (都板街), dove si trova l'ingresso a Chinatown, caratterizzato da una porta di architettura cinese (porta del drago, chiamata anche "Chinatown Gate" su alcune mappe, sull'intersezione tra Bush Street e Grant Avenue) e da due statue di leoni sui marciapiedi, e da Stockton Street (市德頓街), che è meno frequentata dai turisti, caratterizzata dalla presenza di pescherie, negozi e ristoranti.
All'interno di Chinatown, lungo la Grant Avenue, vi si trovano: St. Mary's Square, con una statua di Sun Yat-sen realizzata da Beniamino Bufano; un memoriale di guerra ai veterani di guerra cinese; negozi, ristoranti e mini-centri commerciali che si rivolgono prevalentemente ai turisti. L'altra via, Stockton Street, meno frequentata dai turisti, presenta un autentico aspetto cinese che può ricordare Hong Kong, con i suoi prodotti, i mercati del pesce, i negozi e i ristoranti. Chinatown ha inoltre piccole strade laterali e vicoli che le forniscono il suo carattere tipico. Un importante punto focale a Chinatown è Portsmouth Square. A causa del suo essere uno dei pochi spazi aperti a Chinatown, Portsmouth Square sono presenti attività come il T'ai Chi e non è raro vedere vecchi uomini giocare a scacchi cinesi. Una replica della Dea della Democrazia, utilizzata nella protesta di Piazza Tiananmen, fu costruita nel 1999 da Thomas Marsh e s'erge in piazza. Essa è realizzata in bronzo e pesa circa 600 libbre (270 kg).